# Кумир публіки
Кумир публіки (англ. A Small Town Idol) — американська кінокомедія режисера Ерла С. Кентона 1921 року.

## Сюжет
Сем покидає місто після того, як його помилково звинувачують у скоєнні злочину і стає кінозіркою в Голлівуді, що працює з актрисою Марсель Менсфілд. Він повертається у своє рідне місто і його вітають як героя. Один з його фільмів показали в міському театрі. Суперник, який хоче здобути увагу подруги Сема Мері, розповідає всім, що Сем убив її батька. Містяни збираються лінчувати Сема, але Мері приїжджає зі словом, що її батько в порядку, і обидва примирені.

## У ролях
- Бен Терпін — Сем Сміт
- Джеймс Фінлейсон — Дж. Веллінгтон Джонс
- Філліс Хевер — Мері Браун
- Берт Роуч — Мартін Браун
- Аль Кук — Джо Барнум
- Чарльз Мюррей — шериф Спаркс
- Марі Прево — Марсель Менсфілд
- Дот Фарлі — місис Сміт
- Едді Гріббон — головний бандит
- Балла Паша — суперник головного бандита
- Луїза Фазенда